# Электрический штат (роман)
Электри́ческий штат (швед. Passagen, буквально — «Перехо́д») — иллюстрированный антиутопический научно-фантастический роман 2018 года шведского художника Саймона Столенхага. Действие происходит в альтернативных 1990-х, разрушенных технологиями, и повествует о путешествии подростка-девочки и её робота на западное побережье США в поисках давно потерянного брата.
В 2017 году братья Руссо приобрели права на экранизацию книги. Они выступили режиссёрами и продюсерами одноимённого фильма для Netflix.

## Сюжет
Книга представлена в виде серии параграфов, сопровождаемых крупными иллюстрациями. Основная сюжетная линия рассказывает о Мишель — подростке-сироте, путешествующей на западное побережье с роботом по имени Скип, чтобы найти своего давно потерянного брата. Воспоминания постепенно раскрывают прошлое Мишель и причины её разлуки с братом.
Во время путешествия на страницах книги изображаются многочисленные роботы, разбросанные по пейзажу — одни разумны, другие разрушены и заброшены в постапокалиптических декорациях. Тем временем люди живут в футуристической утопии, используя виртуальные гарнитуры под названием Neurocaster, созданные корпорацией Sentre. Однако ситуация резко меняется к худшему, когда Мишель приближается к цели своего путешествия.

## Критика
Книга «Электрический штат» была тепло принята критиками и получила рейтинг «восторг» (Rave) на агрегаторе рецензий Book Marks на основе пяти независимых обзоров. Положительные рецензии опубликовали NPR и New York Journal of Books.
Книга также получила отмеченные звёздочками рецензии от Booklist и Publishers Weekly, где были высоко оценены иллюстрации, стиль написания и структура графического романа.

## Награды
NPR включило книгу в список лучших книг 2018 года.